# Robert Newbery
Robert Frederick Newbery (* 2. Januar 1979 in Adelaide) ist ein ehemaliger australischer Wasserspringer. Er startete im Kunst- und Turmspringen sowie im 3 m- und 10-m-Synchronspringen. Er gewann drei Medaillen bei Olympischen Spielen und errang einen Weltmeistertitel.
Newbery nahm an drei Olympischen Spielen teil. 2000 in Sydney wurde er 15. vom 3-m-Brett, Zehnter vom 10-m-Turm, Fünfter mit Mathew Helm im 10-m-Synchronspringen und er gewann Bronze mit Dean Pullar im 3-m-Synchronspringen. 2004 in Athen nahm er erneut an allen vier möglichen Wettbewerben teil. Er erreichte Rang zwölf vom 3-m-Brett und Rang acht vom 10-m-Turm. Zudem gewann er in beiden Synchronwettbewerben Bronze, von 3 m mit Steven Barnett und von 10 m mit Mathew Helm. 2008 in Peking wurde Newbery Neunter vom 3-m-Brett. Er startete erneut in beiden Synchronwettbewerben und erreichte mit Scott Robertson Rang acht vom 3-m-Brett und mit Helm Rang vier vom 10-m-Turm.
Bei der Weltmeisterschaft 2003 in Barcelona gelang Newbery auch ein Titelgewinn. Er siegte mit Helm im 10-m-Synchronspringen. Insgesamt nahm er an vier Weltmeisterschaften teil. Sein bestes Einzelresultat war ein fünfter Platz vom 3-m-Brett 2001 in Fukuoka.
Zudem konnte er sechs Medaillen bei den Commonwealth Games gewinnen, darunter eine Goldmedaille.
Robert Newbery beendete seine aktive Laufbahn nach den Olympischen Spielen 2008. Er ist mit Chantelle Newbery verheiratet, einer ebenfalls erfolgreichen Wasserspringerin, die 2004 in Athen Olympiasiegerin im Turmspringen wurde.